# Eidselva (Stad)
Die Eidselva ist ein Fluss in der Gemeinde Stad in der norwegischen Provinz Vestland.
Er entspringt als Abfluss des Sees Hornindalsvatnet an dessen westlichem Ende in einer Höhe von etwa 52 Metern. Von dort aus mäandert er dann in westlicher Richtung, bis er nach 10,8 Flusskilometern, etwa 7 Kilometern Luftlinie, südlich des Ortszentrums von Nordfjordeid in den Eidsfjord mündet. Dabei passiert der Fluss neben vielen Gehöften in seinem östlichen Abschnitt den nördlich gelegenen Ort Mogrenda. Sowohl in diesem Bereich als auch bei Nordfjordeid wird der Fluss von der Europastraße 39 überbrückt. Eine weitere Brücke besteht nahe der Mündung in den Eidsfjord.
Im Flusslauf befinden sich diverse Inseln und Sandbänke, darunter auch die nahe der Mündung gelegene Insel Storøya. Darüber hinaus bestehen die Wasserfälle Kviafoss und Fåhølsfoss. Beim Kviafossen wurde 1918 ein Wasserkraftwerk installiert. In den Eidselva münden mehrere Bäche, darunter die Leivdøla und die Litleelva.